# Muhammad Waseem (Cricketspieler)
Muhammad Waseem (* 12. Februar 1996 in Multan) ist ein pakistanischer Cricketspieler, der seit 2021 für die Nationalmannschaft der Vereinigten Arabischen Emirate spielt.

## Kindheit und Ausbildung
Aufgewachsen in Multan spielte er zunächst Cricket auf den Straßen, bevor er, nachdem er bei einem Schulturnier als bester Spieler ausgezeichnet worden war, den Sport ernsthaft betrieb.

## Aktive Karriere
Er spielte zunächst Club-Cricket in Pakistan, doch konnte sich nicht weiter als das Distrikt-Niveau dort vorarbeiten. Durch einen Freund wurde er zu einem Club in den Vereinigten Arabischen Emiraten während des Ramadans im Jahr 2016 eingeladen. Dort konnte er sich behaupten, zog daraufhin permanent dorthin und spielte in dortigen Clubs. Im Jahr 2021 konnte er seinen Durchbruch in der Abu Dhabi T10 erzielen. Im April 2021 hatte er seine dreijährige Residenz in den Vereinigten Arabischen Emiraten absolviert und erhielt die Spielberechtigung für deren Nationalmannschaft. Im Oktober 2021 folgte dann sein Twenty20-Debüt gegen Namibia. Kurz darauf absolvierte er eine Twenty20-Serie gegen Irland und erzielte im dritten Spiel ein Century über 107* Runs aus 62 Bällen, wofür er als Spieler des Spiels ausgezeichnet wurde. Im Februar 2022 folgte sein ODI-Debüt im Oman. Bei einem Vier-Nationen-Turnier im Oman erreichte er 84 Runs gegen den Gastgeber. Daraufhin folgte die Qualifikation für die kommende Twenty20-Weltmeisterschaft. Dort erzielte er in der Vorrunde gegen Deutschland ein Fifty über 50 Runs. Im Halbfinale steuerte er beim Sieg gegen Nepal ein weiteres Fifty über 70 Runs bei, womit die Qualifikation gesichert war. Beim Final-Sieg gegen Irland gelang ihm ein Century über 112 Runs aus 66 Bällen, wofür er als Spieler des Spiels ausgezeichnet wurde. Im März folgte ein heimisches Drei-Nationen-Turnier, wo ihm ein Fifty über 78 Runs gegen Namibia gelang.
Bei der Qualifikation für den Asia Cup 2022 erzielte er ein Fifty über 58 Runs gegen Singapur. Beim ICC Men’s T20 World Cup 2022 war seine beste Leistung ein Fifty über 50 Runs beim Sieg gegen Namibia, wofür er als Spieler des Spiels ausgezeichnet wurde. Daraufhin reiste er mit dem Team nach Nepal, wo ihm in der ODI-Serie 50 Runs im zweiten Spiel gelangen. Im Februar 2023 traf er in einer Twenty20-Serie auf Afghanistan. Dabei gelang ihm im zweiten Spiel ein Fifty über 91 Runs, wofür er ausgezeichnet wurde, und im dritten ein weiteres über 75 Runs. Daraufhin wurde er als Kapitän des ODI-Teams benannt. Bei einem Drei-Nationen-Turnier in Nepal konnte er dann kurz darauf je ein Fifty gegen Nepal (63 Runs) und Papua-Neuguinea (96 Runs) erreichen. Die nächste Station war das ICC Cricket World Cup Qualifier Play-off 2023 in Namibia. Dort konnte er je ein Fifty gegen Papua-Neuguinea (96 Runs), Kanada (80 Runs) und Jersey (65 Runs) erzielen, womit er starken anteil an der Qualifikation für den Qualifier hatte.
Im August 2023 gelang ihm ein Fifty über 55 Runs in der Twenty20-Serie gegen Neuseeland. Innerhalb der Gulf Cricket T20I Championship 2023 konnte er dann je ein Fifty gegen Oman (80 Runs), Saudi-Arabien (60 Runs) und Kuwait (74 Runs) erzielen. Im Dezember erreichte er ein weiteres Fifty (53 Runs) gegen Afghanistan, ebenso wie im März gegen Schottland (68 Runs). Daran schloss sich der ACC Men’s Premier Cup 2024 an, bei dem er 65 Runs gegen Bahrain und ein Century über 100 Runs aus 56 Bällen im Finale gegen den Oman erzielte, wofür er ausgezeichnet wurde. Bei einem Drei-Nationen-Turnier in Namibia im September 2024 erzielte er gegen den Gastgeber (89* Runs) und die Vereinigten Staaten (50 Runs) je ein Fifty.